# Gallarija

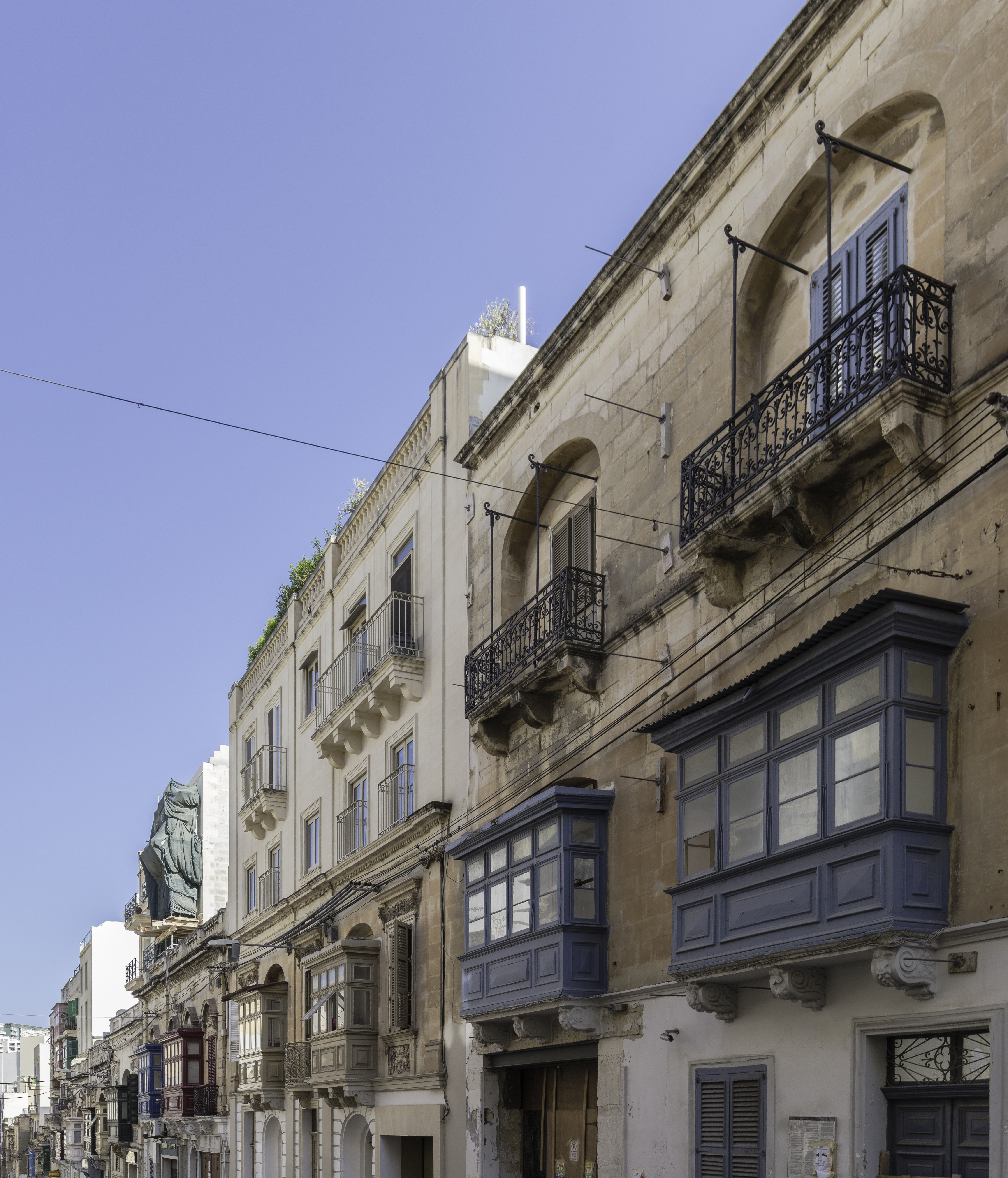
Gallarija en Triq Manwel Dimech, Sliema, isla de Malta.

Gallarija es un elemento típico de la arquitectura maltesa vernácula, que consiste en un balcón de madera cerrado adornado.

## Etimología
El término es de origen italiano, pero con un cambio de significado (galleria, pasaje cubierto, vs balcone, balcón). Los soportes de piedra o ménsulas que sostienen el balcón se llaman saljaturi (it: sogliature). Las aletas de vidrio con bisagras son purtelli (it: sportelli) y las persianas se llaman tendini (it: tendine).

## Historia

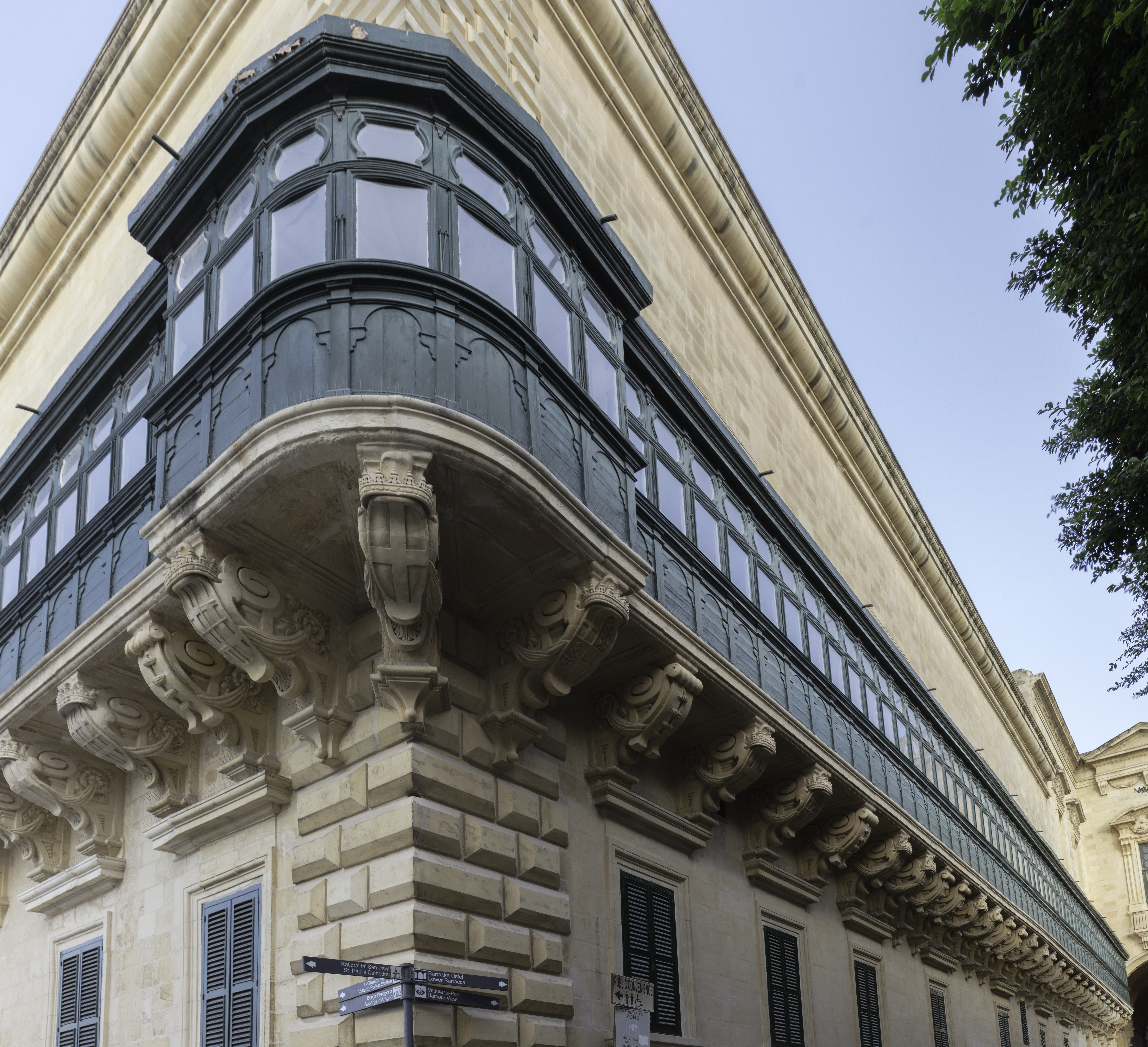
Gallarija extendida en el Grandmaster's Palace, La Valeta

La gallarija se considera descendiente de la muxrabija maltesa, y está estrechamente relacionada con las mashrabiya, típicas de la arquitectura árabe.
Sin embargo, su uso no se generalizó hasta el siglo XVII, ya que ninguno de los paisajes urbanos antiguos de La Valeta y las ciudades portuarias muestra un balcón cubierto. La representación anterior de una gallarija se refiere a la que rodea la esquina de la calle Old Theatre del Palacio del Gran Maestre en La Valeta, alrededor del año 1675. En 1679 Sieur de Bachelier menciona en su descripción del palacio que “un balcón cubierto de vidrio une todas las habitaciones de este lado del edificio” , y agrega que “El Gran Maestre de hoy Nicholas Cottoner pasea voluntariamente por allí [a través del balcón] sin ser visto, y descubre en su caminar todo lo que sucede en las dos plazas al frente y al costado de su palacio. Si ve a dos caballeros paseando juntos, inmediatamente percibe sus pensamientos y el objeto de su conversación, como conoce las mentes de todos los que gobierna y las prácticas secretas de sus intrigas."
El uso de gallariji se generalizó en La Valeta y las Tres Ciudades en el siglo XVIII, en paralelo con la difusión del barroco. El elemento arquitectónico fue embellecido con líneas curvas y elaboradas ménsulas de piedra. El inicio del siglo XX dio una nueva dimensión a los balcones malteses, que ahora podrían diseñarse en líneas Art Deco más simples.

## Galería de imágenes

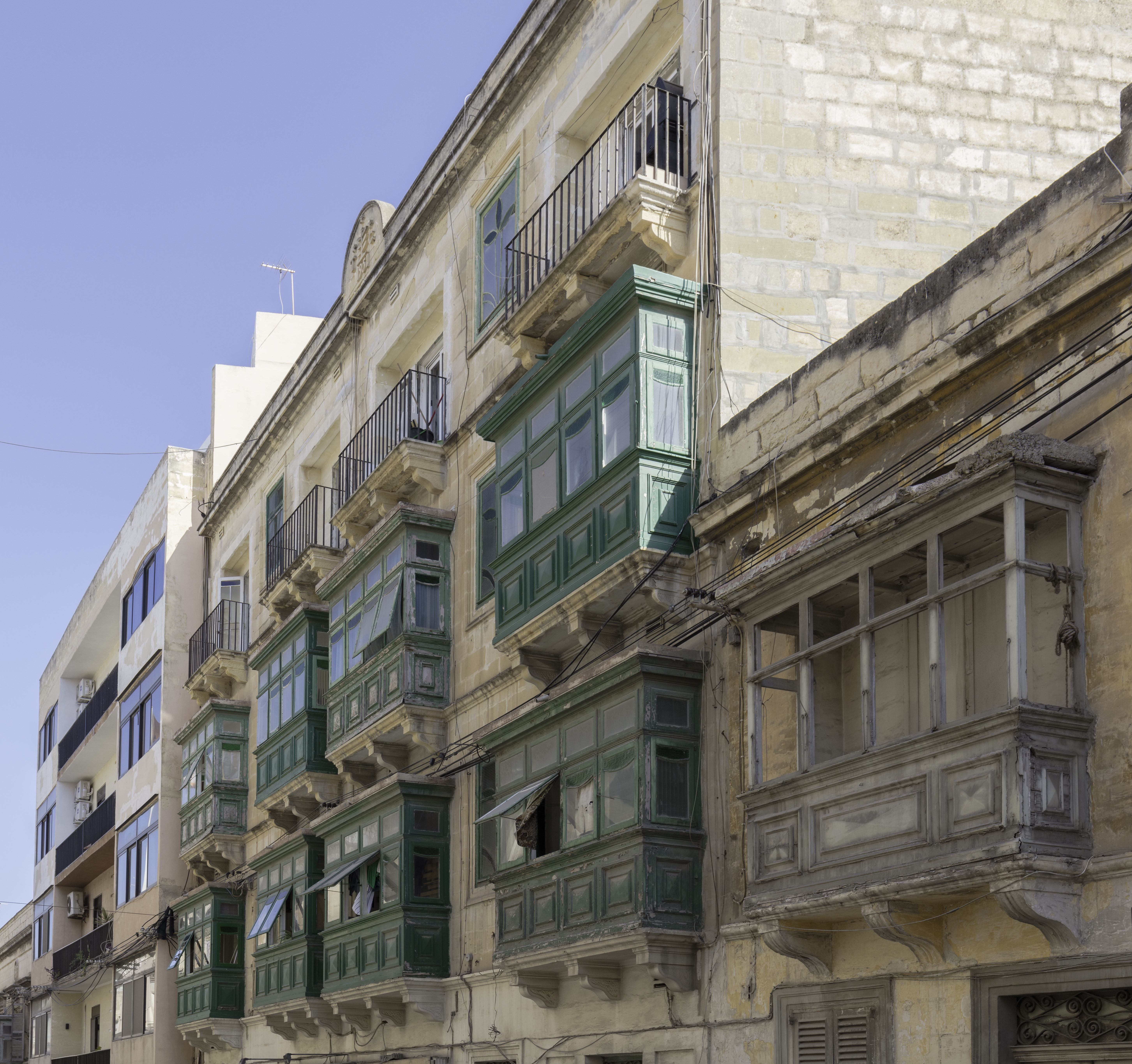
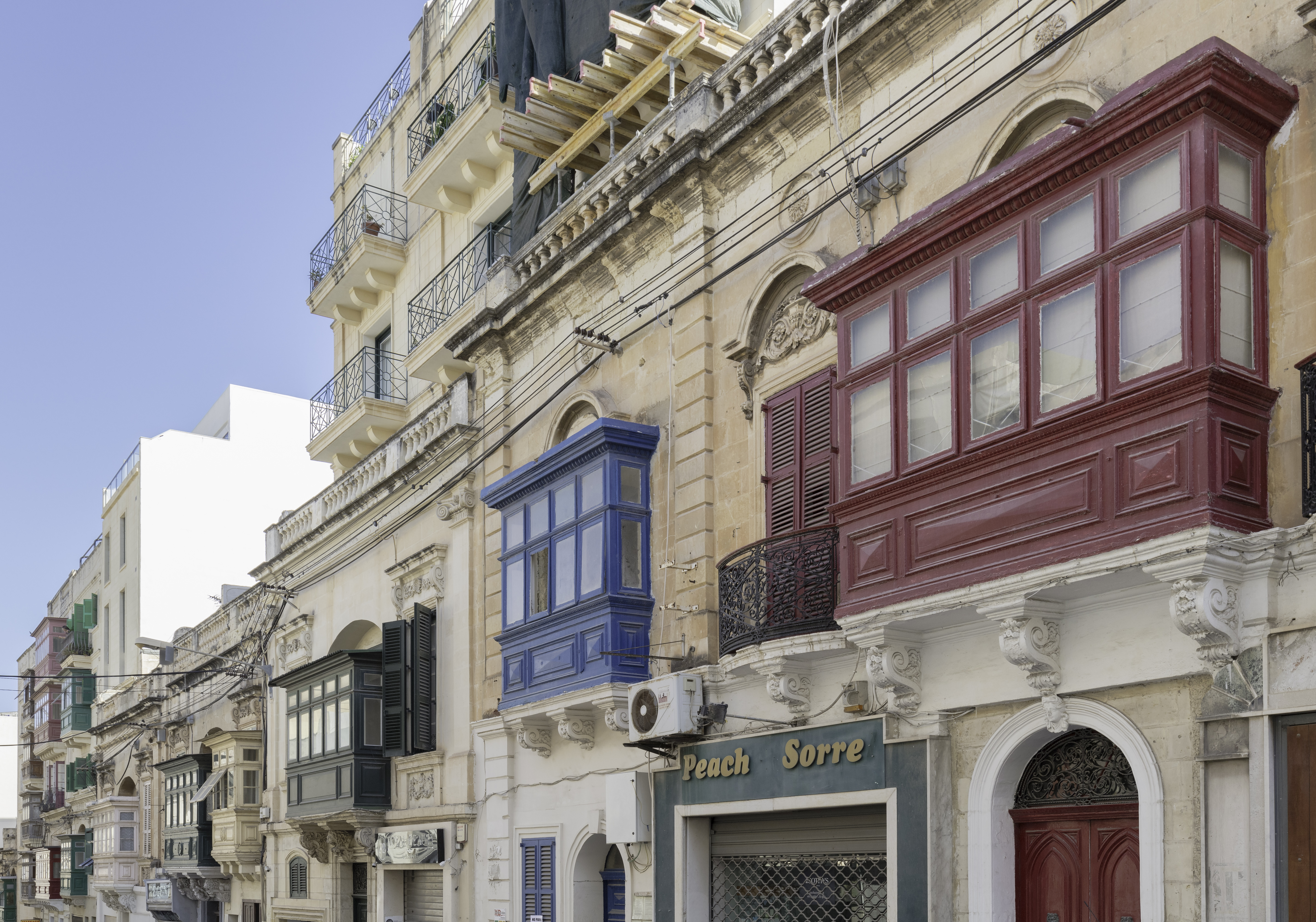
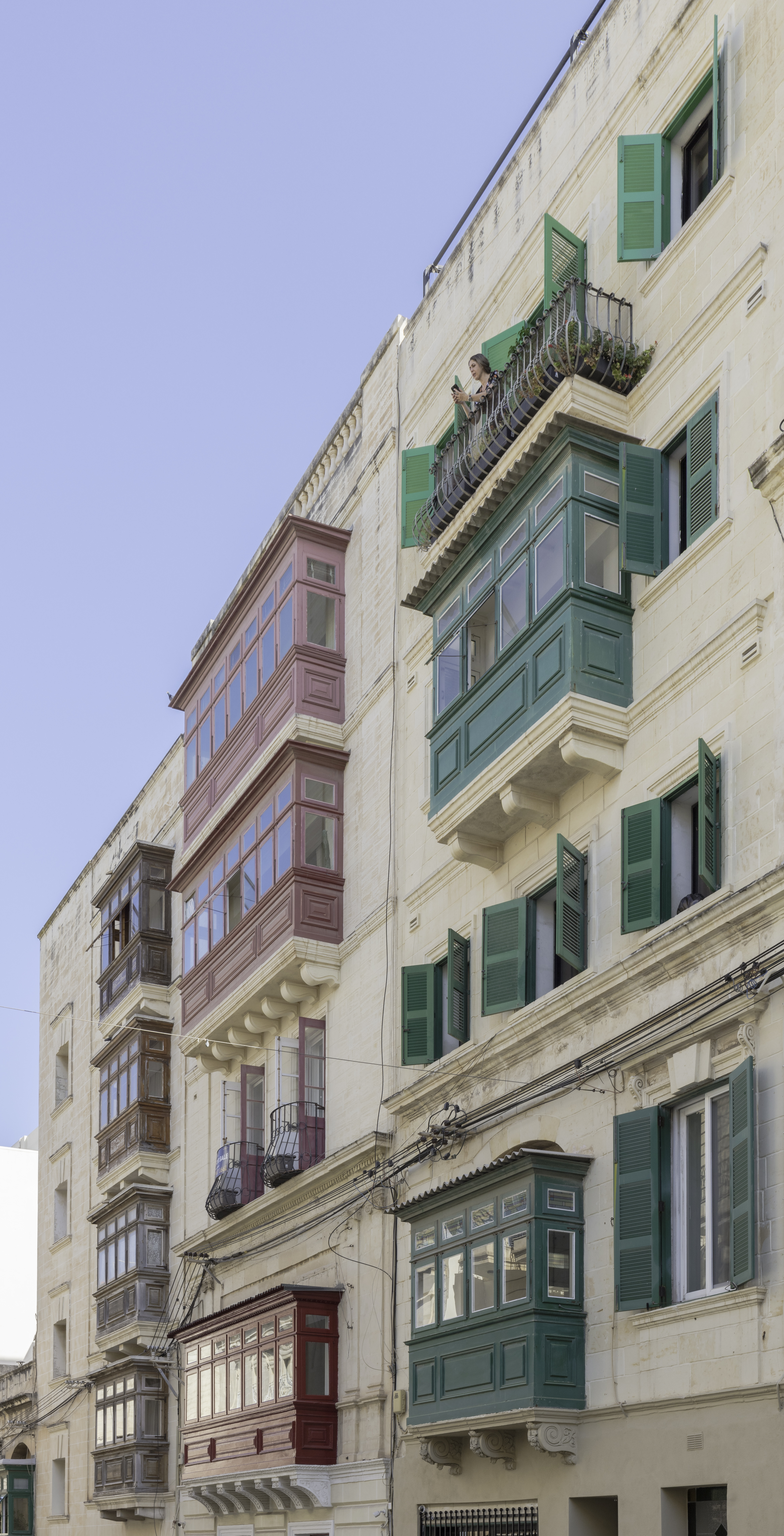
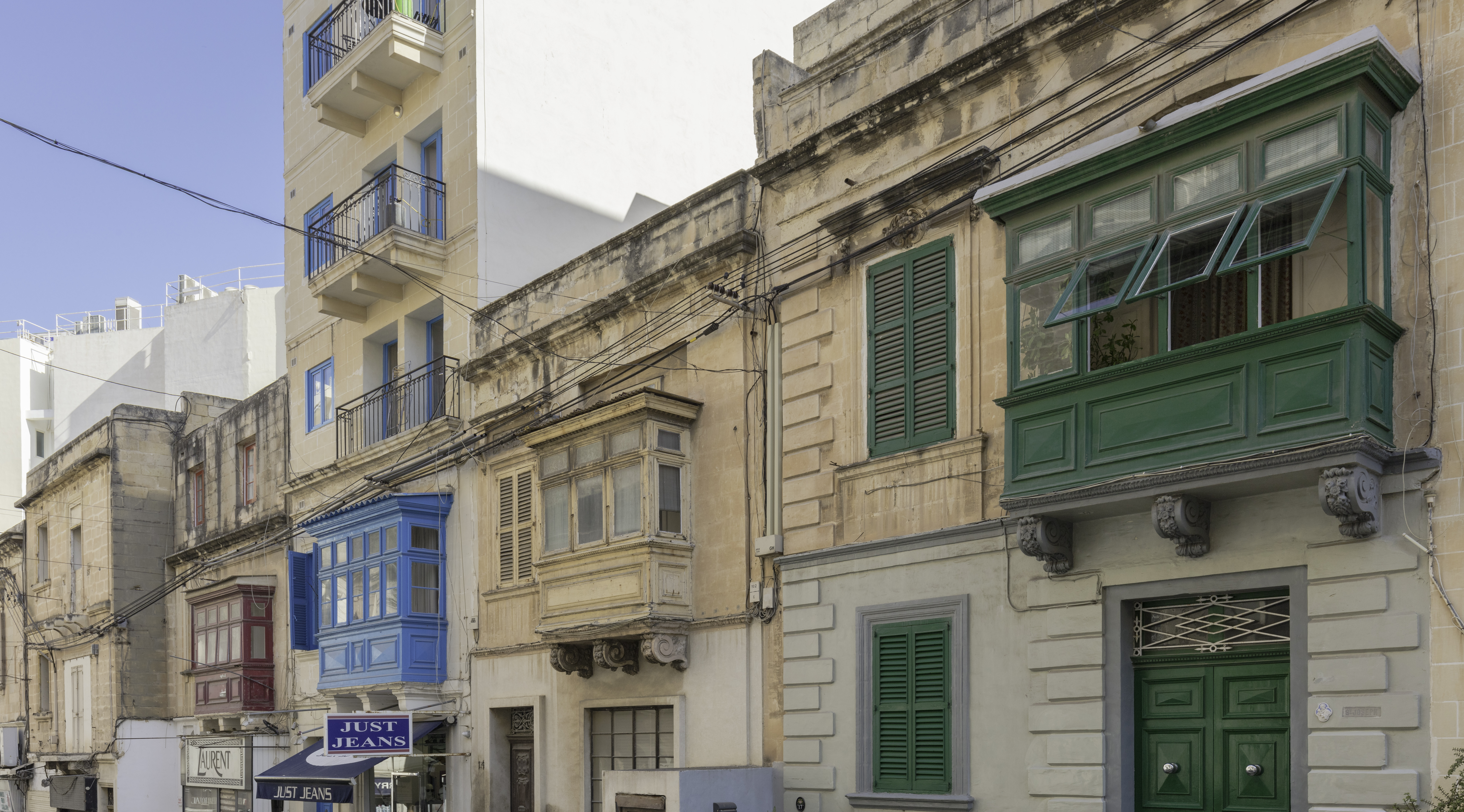